# Refektórium
A refektórium a katolikus egyház szókincsében szereplő kifejezés, amely különösen a régi egyházi épületek (például apátság, kolostor) esetében azt a termet jelentette, ahol az ételt közösen fogyasztották. Ma már más célokra is használható, például tárgyalóteremnek, játékteremnek, kiállítóteremnek stb.
A mai nyelvben a kifejezést nem használjuk, helyébe a menza került.

## Képgaléria

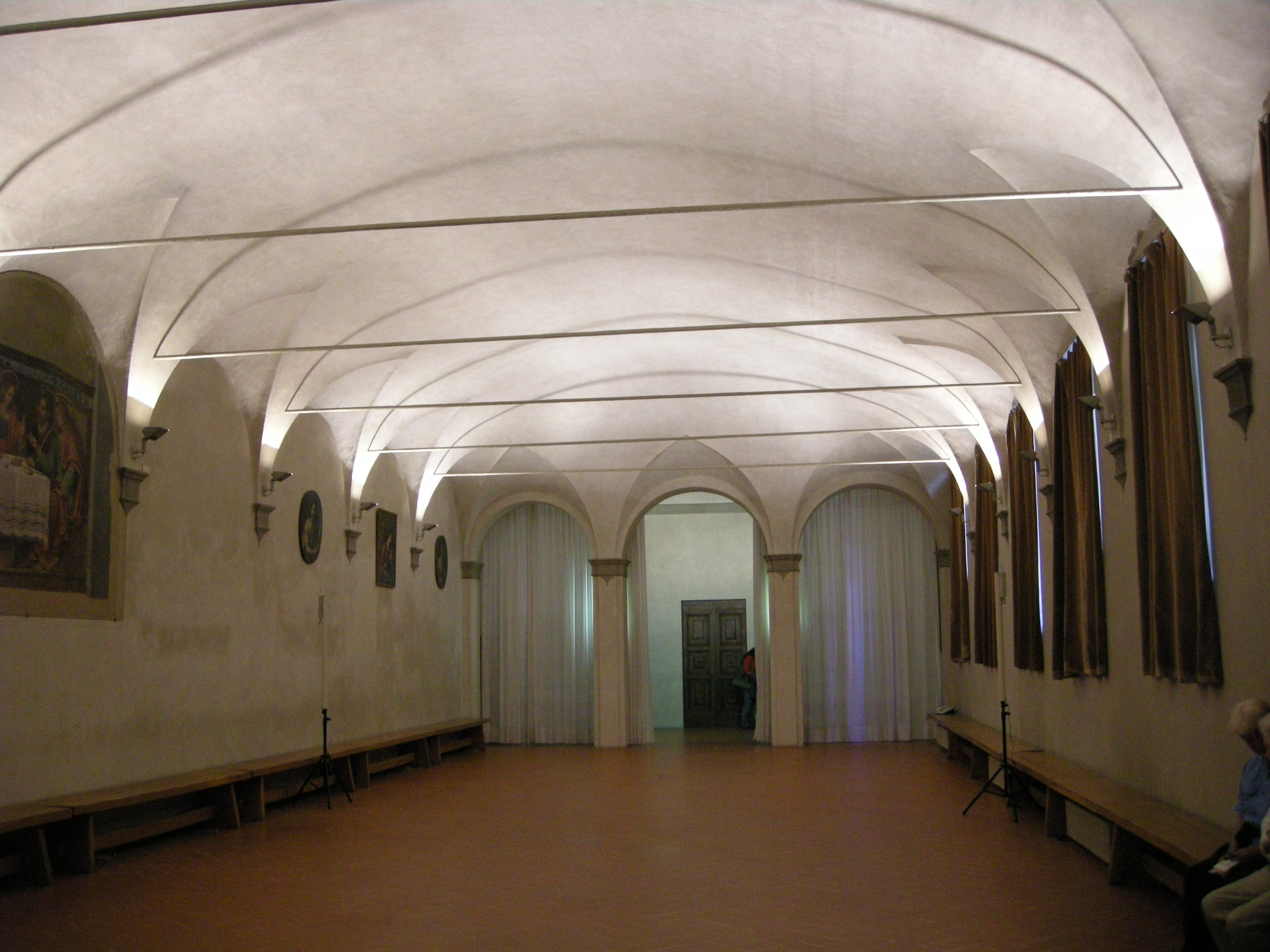
A firenzei Santa Maria di Candeli-templom refektóriuma
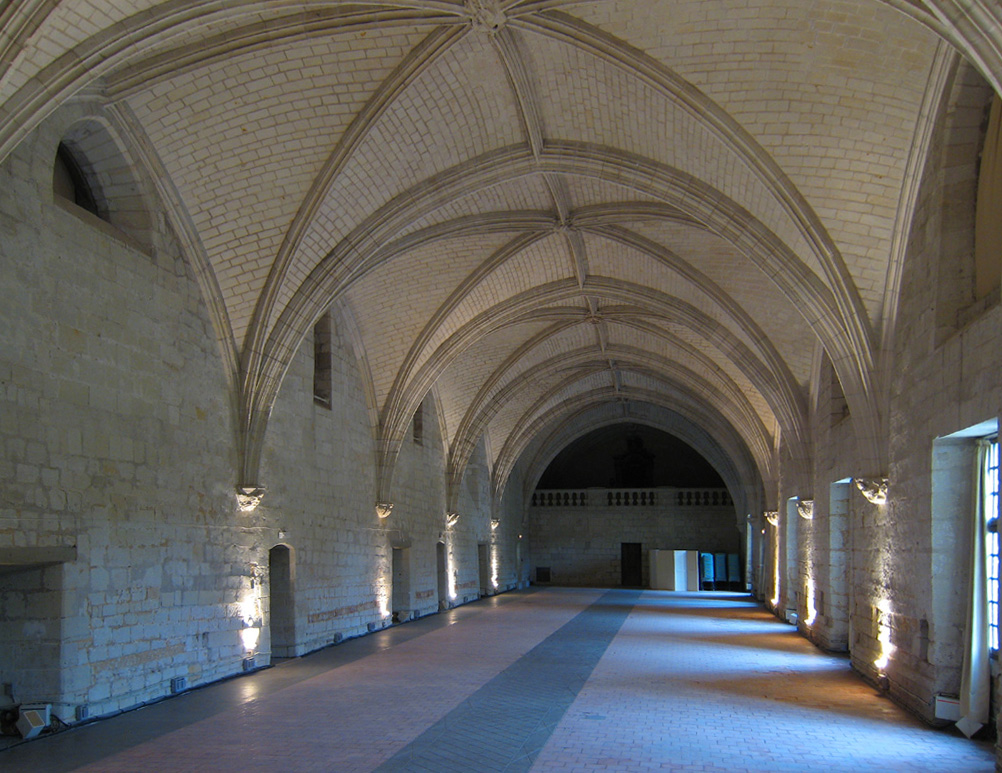
A fontevrault-i apátság refektóriuma a franciaországi Fontevraud-l’Abbaye faluban
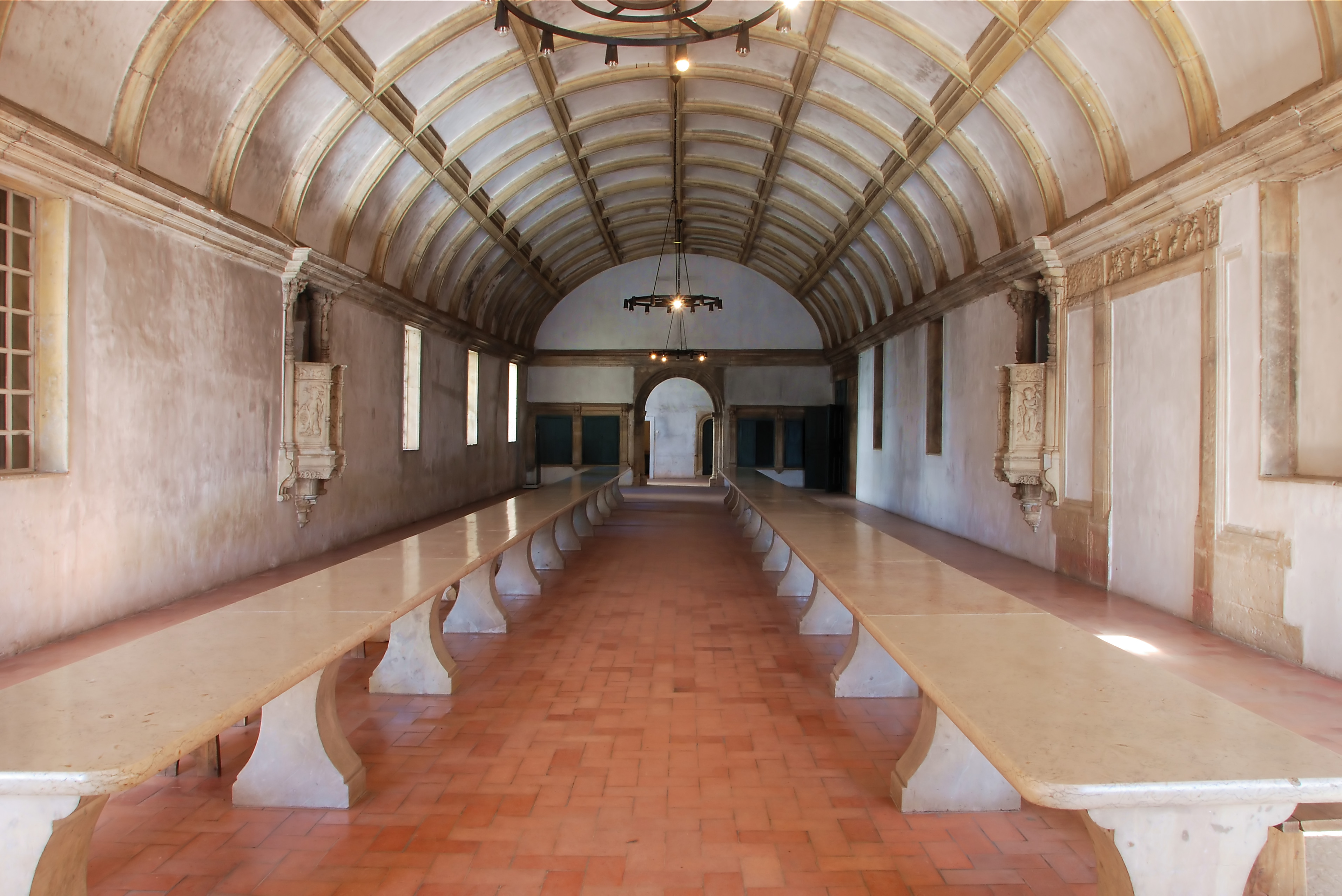
A Krisztus Rend kolostorának refektóriuma a portugáliai Tomarban
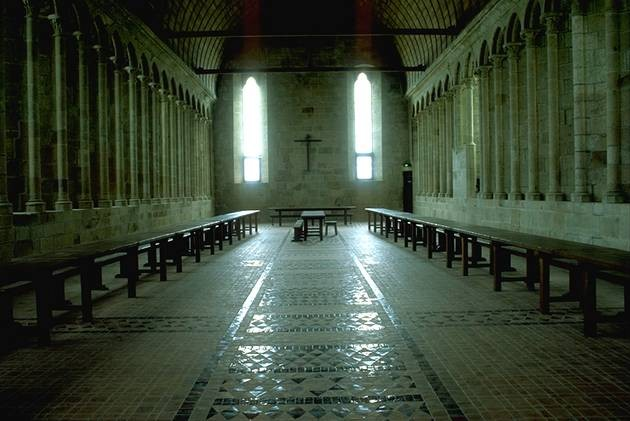
A Mont-Saint-Michel-apátság refektóriuma, Franciaország
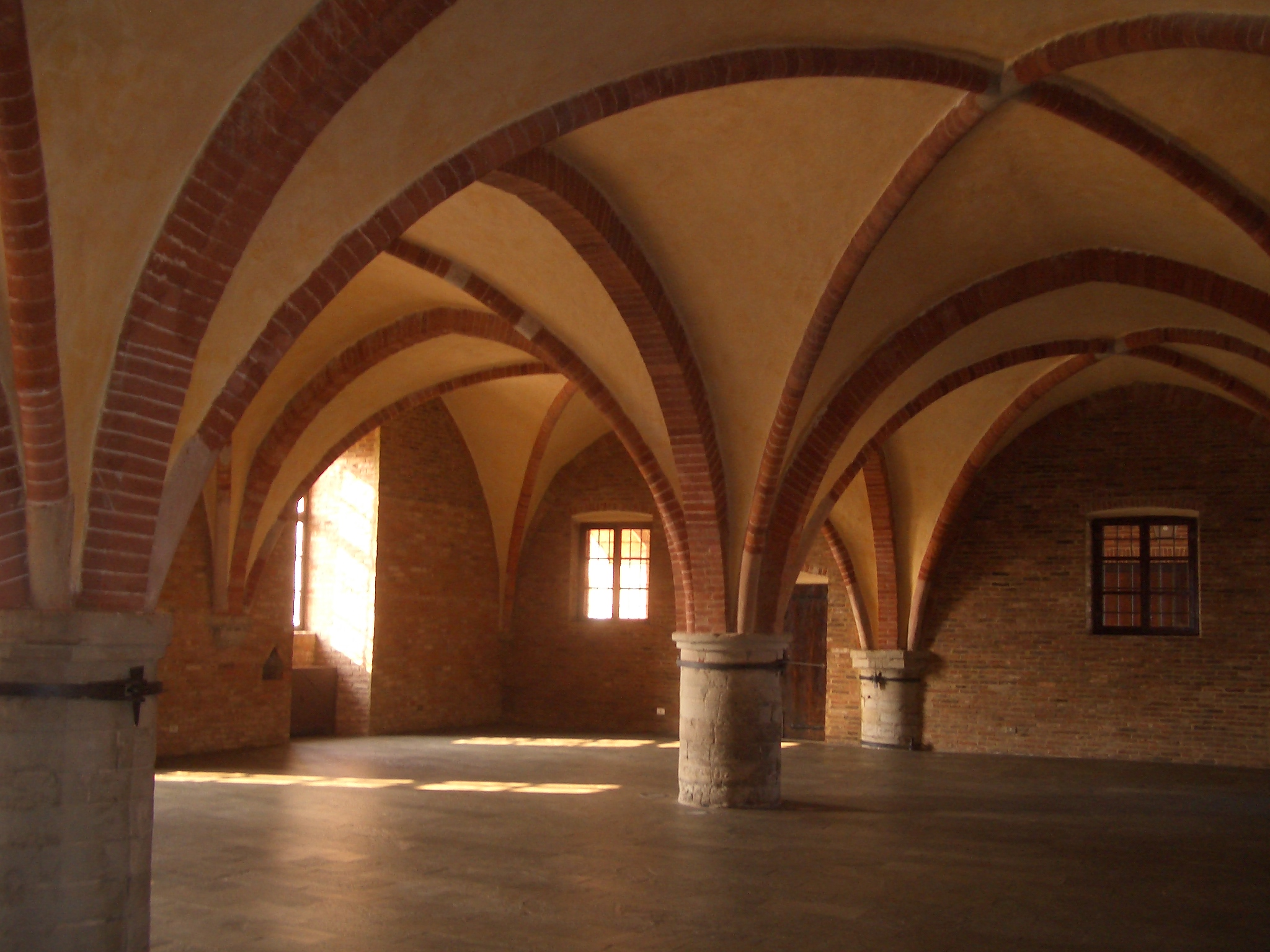
A Santa Maria-apátság refektóriuma Lucedióban, Trino közelében (Vercelli, Piemont)

## Fordítás
- Ez a szócikk részben vagy egészben  a   Refettorio című olasz Wikipédia-szócikk ezen változatának fordításán alapul.  Az eredeti cikk szerkesztőit annak laptörténete sorolja fel. Ez a jelzés csupán a megfogalmazás eredetét és a szerzői jogokat jelzi, nem szolgál a cikkben szereplő információk forrásmegjelöléseként.